# Philippe Husser
Philippe Husser (1862-1951) est un instituteur qui a tenu entre 1914 et sa mort un journal offrant un éclairage sur la mentalité alsacienne. Moins cultivé que Charles Spindler et ne disposant pas de ses relations, par conséquent moins bien informé, il nous livre les réactions et les états d'âme d'un homme proche du peuple.
Il est le grand-père de Frank Ténot, lui-même père de Pat Le Guen.

## Biographie
Lorsque la guerre éclate et que Philippe Husser décide de tenir son journal, il est un instituteur de cinquante-deux ans, aimant son métier et actif dans la Schulzeitung, organe des enseignants protestants et libéraux. Il se sent patriote allemand sans fanatisme puisqu'il connaît le français et l'enseigne à l'occasion. Ses vœux vont pour l'Allemagne qui, dans son esprit, n'est pas responsable des hostilités mais est victime de l'animosité de ses voisins. C'est pourquoi il se désole de voir la méfiance des Allemands envers ses compatriotes et les premières mesures brutales qui commencent à monter la population contre l'Allemagne. « Par deux fois, écrit-il le 31 août 1914, les Français sont arrivés dans Mulhouse et dans les environs. Ils sont moins craints que nos propres troupes ».
Tout au long de la guerre, même s'il avoue sa lassitude, son patriotisme allemand ne se dément pas et à aucun moment il ne s'imagine que l'Allemagne puisse perdre et soit obligée de rendre l'Alsace-Lorraine. C'est le 25 août 1918, plus de deux semaines après le « jour de deuil de l'armée allemande » que fut le 8 août, qu'il écrit : « Le défaitisme et la morosité se manifestent de nouveau, au moment où l'on retire nos troupes des endroits les plus exposés du front occidental. Ce sont d'ailleurs les soldats qui croient de moins en moins à la victoire ». Ce n'est que le 4 octobre que ses yeux s'ouvrent : « Que va-t-il advenir de l'Alsace-Lorraine ? »
Quand la paix est signée, son âme de patriote allemand n'en revient toujours pas et il écrit le 10 juillet 1919 :

« Quatre années de victoires, quatre années de succès indéniables, quatre années de lutte sans merci contre un monde rempli d'ennemis acharnés, innombrables. Puis, au beau milieu de la marche triomphale, ce fut le choc, la débâcle. Une débâcle propre à surprendre autant les amis que les ennemis […] Hindenburg a dit un jour : « Celui qui vaincra, ce sera celui dont les nerfs auront résisté le plus longtemps. » Et les nerfs du peuple allemand ont lâché en premier. En pleine marche triomphale, au milieu du territoire ennemi, ses forces l'ont abandonné. »

Après l'entrée des Français, il essaie de se comporter loyalement avec sa nouvelle patrie, mais il est révolté par les mesures de francisation. Autour de lui, on révoque certains de ses collègues pour les remplacer par des Français de l'intérieur. Lui-même s'attend à perdre sa place d'un moment à l'autre et il voit son gendre, Fritz Bronner, émigrer en Allemagne pour ne pas devenir français. Ce dernier, adhérent au parti nazi dès 1933, deviendra directeur d'École normale à Karlsruhe puis, pendant l'occupation de l'Alsace, à Colmar. Il sera aussi conseiller pour les affaires alsaciennes auprès du Sicherheitsdienst SS d'Alsace.
La situation se complique du fait que ses deux autres filles épousent des Saintongeais, deux frères. Pris entre l'irrédentisme de son gendre allemand et le souci de conserver de bonnes relations avec ses gendres français, Philippe Husser se dégoûte de la politique. Il garde ses sympathies pour l'Allemagne mais ne peut se reconnaître dans l'autonomisme clérical de l'abbé Xavier Haegy.
C'est là d'ailleurs le grand problème de l'Alsace où, pendant longtemps, l'appartenance confessionnelle a été la véritable identité de chacun, passant avant l'appartenance nationale ou linguistique. On en a un exemple à l'occasion du mariage de sa fille envoyée en stage « à l'intérieur ». Le 13 août 1921, il écrit dans son journal : « Lucie nous bouleverse en nous annonçant son arrivée avec un fiancé », un « Français » évidemment. Le 15 août tout s'arrange : le futur, Charles, est protestant. Il est certain qu'un fiancé catholique, même alsacien, aurait été beaucoup plus mal accueilli. Bientôt d'ailleurs le frère de Charles se fiance avec la dernière fille de Philippe Husser.

## Référence
- Husser (Philippe), Un Instituteur alsacien. Entre la France et l'Allemagne, journal 1914-1951, publié par Franck Tenot présenté et annoté par Alfred Wahl, traduction des passages en allemand par M.-L. Leininger Paris Hachette (La Nuée bleue)/Les Dernières nouvelles Alsace 1989 428 p.